# Beija-flor-canela
O beija-flor-canela (Amazilia rutila) é uma espécie de ave da família Trochilidae (beija-flores).
Pode ser encontrada nos seguintes países: Belize, Costa Rica, El Salvador, Guatemala, Honduras, México, Nicarágua, e Estados Unidos da América.
Os seus habitats naturais são: florestas secas tropicais ou subtropicais, florestas subtropicais ou tropicais húmidas de baixa altitude, matagal árido tropical ou subtropical, e florestas secundárias altamente degradadas.